# Menkokia minorisimilis
Menkokia minorisimilis là một loài tò vò trong họ Ichneumonidae.